# Сарыарка (Карагандинская область)
Сарыарка́ (каз. Сарыарқа, до 2018 г. — Заре́чное) — село в Бухар-Жырауском районе Карагандинской области Казахстана, входит в состав Уштобинского сельского округа.

## География
Населённый пункт расположен на юге Бухар-Жырауского района, в 19,4 километрах (по автодороге) к югу от административного центра сельского округа села Уштобе, в 80 километрах к юго-западу от районного центра посёлка Ботакара и в 23,4 километрах к югу от областного центра города Караганда. Соседние сёла: Атамекен в 4 километрах к западу, Курылус в 5 километрах к северо-востоку. Транспортное сообщение осуществляется автомобильной дорогой международного значения М-36 «граница РФ (на Екатеринбург) — Алматы». Высота центра населённого пункта — 522 метров над уровнем моря.

## Население
| Численность населения | Численность населения | Численность населения | Численность населения |
| 1989                  | 1999                  | 2009                  | 2021                  |
| --------------------- | --------------------- | --------------------- | --------------------- |
| 880                   | ↘603                  | ↗789                  | ↘716                  |

национальный состав
Процентное соотношение численно-преобладающих национальностей села согласно переписи населения 1989 года:
| Национальность | Процентное соотношение |
| -------------- | ---------------------- |
| казахи         | 53 %                   |
| немцы          | 30 %                   |
| другие         | 16 %                   |